# Leopold Freund
Leopold Freund (Miskovice, 5 aprile 1868 – Bruxelles, 7 gennaio 1943) è stato un radiologo austriaco di origine ebraica, considerato il fondatore della radiologia medica e della radioterapia.

## Biografia
Leopold Freund nacque a Miskovice, nella Boemia centrale, poi parte dell'Impero austro-ungarico, oggi parte della Repubblica Ceca. Morì nel 1943.
Freund era un professore di radiologia all'Università di Medicina di Vienna ed è considerato il fondatore della radiologia medica e radioterapia. 
È il primo medico conosciuto per aver usato radiazioni ionizzanti per scopi terapeutici. Nel 1896, un anno dopo la scoperta dei raggi-x da parte di Wilhelm Röntgen e nello stesso anno in cui Antoine Henri Becquerel scoprì la radioattività, Freund curò con successo una paziente di cinque anni a Vienna che soffriva di nei pelosi che coprivano interamente la sua schiena. Il caso fu pubblicato dal medico locale della ragazza, Eduard Schiff, nel 1901.
Nel 1903 Freund pubblicò il primo manuale sulla radioterapia. 
Pubblicò anche il fondamentale lavoro sul trattamento professionale di malattie con la luce e sull'uso dei raggi-x per testare materiali da costruzione.
Freund, che era un ebreo, emigrò nel 1938 in Belgio, in seguito all'annessione dell'Austria da parte della Germania nazista.